# Tibor Bödőcs
 (juillet 2025).
Si vous disposez d'ouvrages ou d'articles de référence ou si vous connaissez des sites web de qualité traitant du thème abordé ici, merci de compléter l'article en donnant les références utiles à sa vérifiabilité et en les liant à la section « Notes et références ».
Dans le nom hongrois Bödőcs Tibor, le nom de famille précède le prénom, mais cet article utilise l’ordre habituel en français Tibor Bödőcs, où le prénom précède le nom.
Tibor Bödőcs, né le 11 décembre 1982 à Zalaegerszeg, est un humoriste hongrois. Il est considéré comme l'une des figures majeures du stand-up hongrois contemporain et est parfois surnommé par ses pairs « le petit Hofi », en référence à Géza Hofi.

## Biographie
Originaire de Búcsúszentlászló, un village du comitat de Zala, Tibor Bödőcs y passe son enfance, cadre rural qu'il évoque régulièrement dans ses spectacles sous le nom affectueux et caricatural de « Szen'lászló ». Il rêve d'abord de devenir comédien, puis entame des études de lettres pour devenir professeur de hongrois, mais se tourne finalement vers le métier d'humoriste.
Il rejoint en 2004 la troupe du Dumaszínház, scène phare du stand-up en Hongrie, et devient la même année membre permanent de l'émission Rádiókabaré. Il accède à la notoriété nationale grâce à l'émission télévisée Esti Showder en 2005, où ses sketches marquent les esprits, notamment ses parodies de David Attenborough ou ses observations sarcastiques sur la vie rurale et les relations de couple. L'une de ses répliques les plus célèbres — « A Stihl-fűrész a vidék jedi-kardja » (« La tronçonneuse Stihl est le sabre laser des campagnes ») — devient emblématique de son style mêlant trivialité et culture pop.
Il se produit à de nombreuses reprises dans l'émission Showder Klub et devient l'un des humoristes les plus sollicités du Dumaszínház. Pendant plusieurs années, il assure la clôture traditionnelle des éditions de fin d'année du Rádiókabaré, rôle longtemps tenu par Géza Hofi. Après près de cinq ans de collaboration, Bödőcs quitte toutefois la troupe pour prendre ses distances avec les médias télévisés et retrouver une plus grande indépendance artistique. Il explique ce choix comme une nécessité pour continuer à défendre un humour exigeant. Malgré cette séparation, il conserve de bonnes relations avec le Dumaszínház et y revient régulièrement comme invité.
Ses tournées nationales sont entièrement auto-organisées. Il enchaîne les spectacles en solo, parmi lesquels Az élet értelme és kertészeti tippek (« Le sens de la vie et conseils de jardinage »), Böllérbalett, Cefre Palota, Nincs idő gólörömre (« Pas le temps de fêter le but »), Kolera a vackor csoportban, Barbárglamour, ou encore Nem messiás (« Pas le Messie »).
Il revendique un humour sans tabou : selon lui, tout peut être critiqué, y compris les sujets sensibles ou les figures politiques. Dans une interview au site szinhaz.hu, il confie cependant la difficulté croissante de faire de l'humour engagé, face à un public qu'il juge parfois indifférent ou mal informé sur les affaires publiques.

## Œuvre
L'univers de Bödőcs mêle réflexions politiques, références historiques et culturelles, récits de bistrot, et portraits grotesques du monde rural. Il cite fréquemment Bohumil Hrabal parmi ses auteurs de prédilection, et ses influences cinématographiques vont de Béla Tarr à Quentin Tarantino. L'alcool, thème récurrent de ses histoires, est souvent abordé sur un mode absurde et poétique.
Son travail lui vaut une reconnaissance à la fois du public et de ses pairs. Il reçoit deux fois le Bonbon-díj (2005, 2006), avant d'être décoré en 2010 de la prestigieuse Karinthy-gyűrű, récompense majeure du monde de l'humour hongrois. La même année, il se marie et devient ensuite père de trois enfants.

### Spectacles en solo
- Az élet értelme és kertészeti tippek (2012)
- Böllérbalett (2014)
- Cefre Palota (2016)
- Nincs idő gólörömre (2018)
- Kolera a vackor csoportban (2021)
- Barbárglamour (2023)
- Nem messiás (2024)

### Autres activités
- Auteur et interprète dans l'émission Rádiókabaré
- Membre régulier du Showder Klub

### Filmographie
- Bödőcs Londonban, film en deux parties diffusé sur Comedy Central, basé sur le spectacle Cefre Palota
- Bakkermann (2007) – rôle : contrôleur de records
- Drakulics elvtárs (2019) – rôle : maître de cérémonie (Szikra konferanszié)

### Publications
- (hu) Tibor Bödőcs, Addig se iszik, Budapest, Helikon Kiadó, 2017
- (hu) Tibor Bödőcs, Meg se kínáltak, Budapest, Helikon Kiadó, 2019
- (hu) Tibor Bödőcs, Mulat a Manézs, Budapest, Helikon Kiadó, 2021
- (hu) Tibor Bödőcs, Prímszámok hóesésben, Budapest, Helikon Kiadó, 2023

### Distinctions
- Bonbon-díj (2005, 2006)
- Karinthy-gyűrű (2010)
- Libri irodalmi közönségdíj (prix littéraire du public, 2018, 2022)